# Odontoscion
Odontoscion – rodzaj ryb z rodziny kulbinowatych (Sciaenidae).

## Klasyfikacja
Gatunki zaliczane do tego rodzaju:
- Odontoscion dentex
- Odontoscion eurymesops
- Odontoscion xanthops